# Korbinian Frenzel

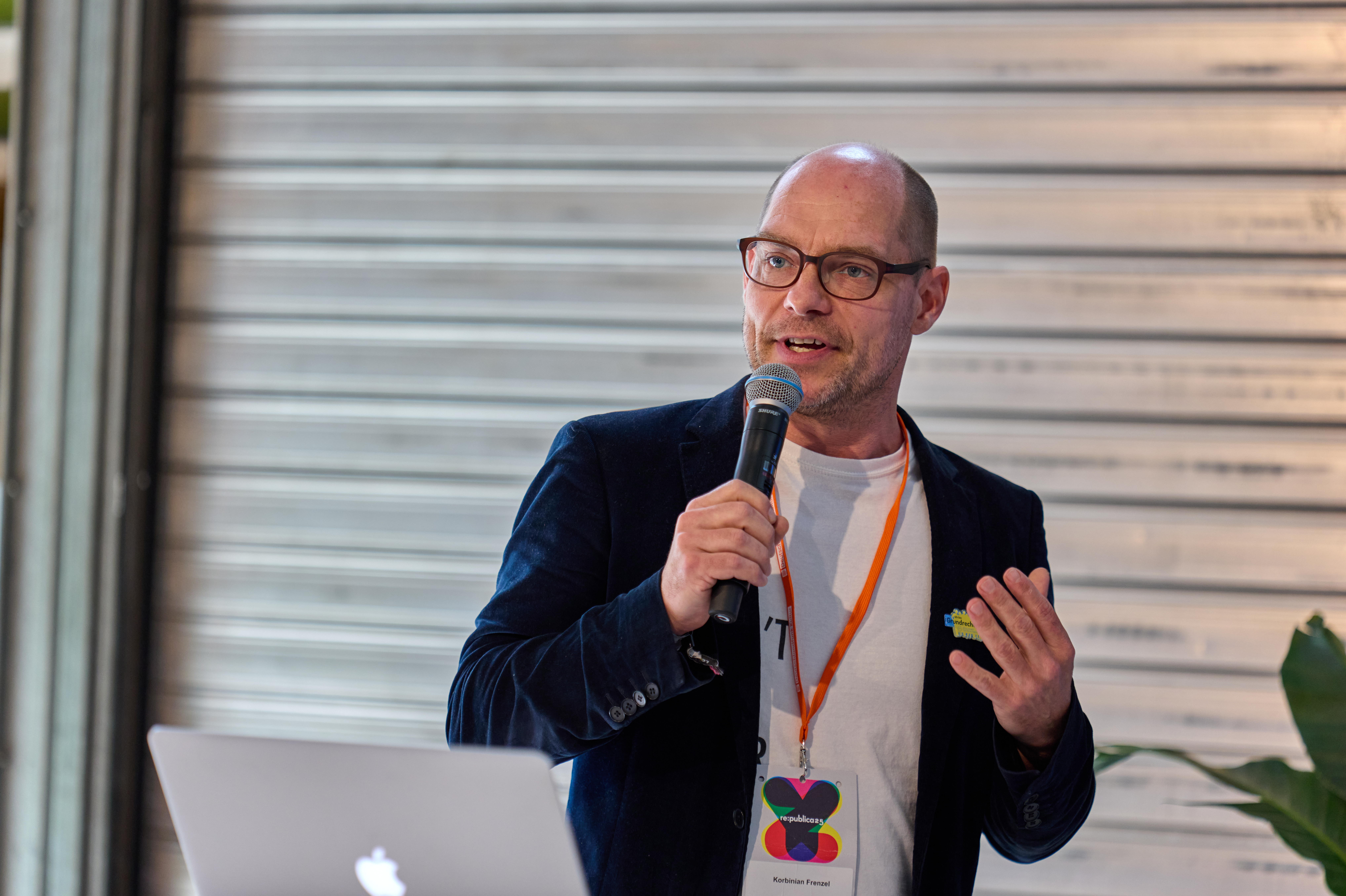
Korbinian Frenzel, 2025

Korbinian Frenzel (geboren 1978 in Wolfsburg) ist ein deutscher Journalist. Er arbeitet für die Nachrichtenredaktion des Deutschlandradios.

## Leben
Frenzel schrieb zunächst für die Wolfsburger Nachrichten und studierte dann Politikwissenschaft an der FU Berlin, dem Institut d’Etudes Politiques in Aix-en-Provence und an der Universität von Amsterdam. Er arbeitete für Bundestagsabgeordnete der Regierungsfraktionen in der Zeit des Kabinetts Schröder I. 2005 schrieb er für die taz. Ab 2005 arbeitete er vier Jahre im Europäischen Parlament als Redenschreiber und Referent in Brüssel und Straßburg beim Abgeordneten Michael Cramer (Grüne). Anschließend wechselte Frenzel wieder in den Journalismus und absolvierte ein Volontariat beim Deutschlandradio. Ab 2012 moderierte er die Frühsendung bei Deutschlandradio Kultur und ist seit 2016 Redaktionsleiter „Primetime“ bei Deutschlandfunk Kultur. Er moderiert dort die Mittagssendung Studio 9 – Der Tag mit ....
Frenzel ist Vorsitzender des Fachbereichs Rundfunk beim Journalistenverband Berlin-Brandenburg e.V., einem Landesverband des Deutschen Journalisten-Verbandes.

## Schriften
- mit Julia Reuschenbach: Defekte Debatten: Warum wir als Gesellschaft besser streiten müssen. Suhrkamp Verlag, Berlin 2024, ISBN 978-3-518-47438-9.[7]

## Beiträge in der SendungHintergrund
- mit Frank Capellan: Der Beginn einer großen Freundschaft? – Die ersten 100 Tage von Schwarz-Gelb vom 3. Februar 2010
- Die neue Macht der Opposition – Der Bundesrat nach dem Regierungswechsel in NRW vom 8. Juli 2010
- Nachfahren geflohener Juden – Schwieriger Weg zum deutschen Pass vom 22. August 2019